# John Marston (poeta)
John Marston (bautizado el 7 de octubre de 1576 – 25 de junio de 1634) fue un poeta, dramaturgo y satírico inglés durante el periodo isabelino y jacobino. Aunque su carrera como escritor sólo duró una década, su obra se recuerda sobre todo por su estilo enérgico y a menudo oscuro, sus contribuciones al desarrollo de un estilo jacobino distintivo en la poesía y su particular vocabulario.

## Biografía
Hijo de un abogado, estudió en Brasenose College de Oxford. En 1595 marchó a Londres, habiendo sido admitido en el Middle Temple tres años antes. Estaba interesado en la poesía y las obras de teatro, aunque el testamente de su padre de 1599 expresa su deseo de que abandone tales vanidades.
Su breve carrera literaria comienza con su obra poética más destacada: Pigmalión (The Metamorphosis of Pigmalian's Image and Certaine Satyres), obra erótica y licenciosa publicada en 1598. También publicó un libro de sátiras, The Scourge of Villanie, en 1598. Algunos autores consideran que los personajes shakespeareanos de Tersites y Yago, así como los discursos de locura de Lear están influidos por The Scourge of Villanie. El obispo de Londres, George Abbot prohibió el Scourge e hizo que lo quemaran en público, junto a copias de obras de otros satíricos, en 4 de junio de 1599.
En septiembre de 1599, John Marston comenzó a trabajar para Philip Henslowe como dramaturgo. Tradicionalmente se ha considerado que su primera obra fue Histriomastix (representada alrededor de 1597), parece que fue la chispa que inició la "Guerra de los Teatros", la polémica literaria entre Marston, Jonson y Dekker que transcurrió entre 1598 y 1601. Jonson parodió a Marston en Clove de Every Man Out of His Humour, como Crispinus en Poetaster (Poetastro), y como Hedon en Cynthia's Revels. Jonson lo criticaba como falso poeta, un escritor vano y descuidado que plagiaba las obras de otros y con una obra propia llena de desagradables neologismos. Por su parte, Marston pudo haber satirizado a Jonson como el arrogante y complaciente crítico Brabant Senior en Jack Drum's Entertainment y como el dramaturgo y satírico envidioso y misántropo Lampatho Doria en What You Will. Parece que al final se reconciliaron, escribiendo Marston un poema a modo de prefacio a la obra de Jonson Sejano (Sejanus) en 1605 y dedicando El descontento (The Malcontent) (1603) a Jonson. En 1605, trabajó con George Chapman y Ben Jonson en Eastward Ho, una sátira que provocó los arrestos de Chapman y Jonson por (según Jonson) unas expresiones que ofendían a los escoceses, pero Marston se libró. En 1607 puso punto final a su carrera teatral, vendiendo su participación en la compañía de Blackfriars, creyéndose que se debe por otra obra, hoy perdida, que ofendió al rey. Fue una persona bastante polémica para la época llegando a prohibir y quemar varias de sus obras, de hecho, corre el rumor de que su carrera terminó porque su obra ofendió al rey.
Se trasladó a la casa de su suegro y empezó a estudiar filosofía. En 1609, se convirtió en lector en la Biblioteca Bodleiana de Oxford, fue nombrado diácono el 24 de septiembre y sacerdote el 24 de diciembre de 1609. Murió el 24 de junio de 1634, en Londres y fue enterrado en la iglesia del Temple.

## Obras

### Teatro y datos de estreno
- Histriomastix, 1599
- Antonio and Mellida, London, Teatro de Saint Paul, 1599–1600.
- Jack Drum's Entertainment, London, Teatro de Saint Paul, 1599/1600.
- Antonio's Revenge, London, Teatro de Saint Paul, 1600.
- What You Will, London, Teatro de Saint Paul, 1601.
- The Malcontent, London, Teatro Blackfriars, 1603–1604; Teatro del Globo, 1604.
- Parasitaster, or The Fawn, London, Teatro Blackfriars, 1604.
- Eastward Ho, por Marston, George Chapman y Ben Jonson, London, Teatro Blackfriars, 1604–1605.
- The Dutch Courtesan, London, Teatro Blackfriars, 1605.
- The Wonder of Women, or The Tragedy of Sophonisba, London, Teatro Blackfriars, 1606.
- The Spectacle Presented to the Sacred Majesties of Great Britain, and Denmark as They Passed through London, London, 31 de julio de 1606.
- The Entertainment of the Dowager-Countess of Darby, Ashby-de-la-Zouch en Leicestershire, 1607.
- The Insatiate Countess, por Marston y William Barksted, London, Teatro Whitefriars, 1608?.

### Obra impresa
- The Metamorphosis of Pigmalions Image. And Certaine Satyres (London: Printed by J. Roberts for E. Matts, 1598).
- The Scourge of Villanie. Three Bookes of Satyres (London: Printed by J. Roberts & sold by J. Buzbie, 1598; ed. revisada y aumentada, London: J. Roberts, 1599).
- Jacke Drums Entertainment: Or, The Comedie of Pasquill and Katherine (London: Printed by Thomas Creede for R. Olive, 1601).
- Loves Martyr: or, Rosalins Complaint, por Marston, Ben Jonson, William Shakespeare y George Chapman (London: Printed for E. B., 1601).
- The History of Antonio and Mellida (London: Printed by R. Bradock for M. Lownes & T. Fisher, 1602).
- Antonios Revenge (London: Printed by R. Bradock for T. Fisher, 1602).
- The Malcontent (London: Printed by Valentine Simmes for William Aspley, 1604).
- Eastward Hoe, by Marston, Chapman, and Jonson (London: Printed by G. Eld for W. Aspley, 1605).
- The Dutch Courtezan (London: Printed by T. Purfoote for J. Hodgets, 1605).
- Parasitaster, or The Fawne (London: Printed by T. Purfoote for W. Cotton, 1606).
- The Wonder of Women, or The Tragedie of Sophonisba (London: Printed by J. Windet, 1606).
- What You Will (London: Printed by G. Eld for T. Thorppe, 1607).
- Histrio-mastix: Or, The Player Whipt (London: Printed by G. Eld for T. Thorp, 1610).
- The Insatiate Countesse, by Marston and William Barksted (London: Printed by T. Snodham for T. Archer, 1613).
- The Workes of Mr. J. Marston (London: Printed by A. Mathewes for W. Sheares, 1633); reimpreso como Tragedies and Comedies (London: Printed by A. Mathewes for W. Sheares, 1633).
- Comedies, Tragi-comedies; & Tragedies, Nonce Collection (London, 1652).
- Lust's Dominion, or The Lascivious Queen (presumiblemente la misma pieza como The Spanish Moor's Tragedy), por Marston, Thomas Dekker, John Day y William Haughton (London: Printed for F. K. & sold by Robert Pollard, 1657).